# Corda alare

Definizione della corda di un profilo alare.

In aeronautica, la corda è il segmento immaginario che unisce il bordo d'attacco al bordo d'uscita di un profilo alare. La corda alare è utilizzata per calcolare l'angolo di calettamento, definito come l'angolo che tale corda forma con l'asse longitudinale del velivolo. Non bisogna confondere l'angolo di calettamento con l'angolo di attacco o angolo di incidenza, che è invece definito come l'angolo compreso tra la corda alare e la direzione del vento relativo.

## Descrizione
Nella maggior parte dei velivoli, la corda alare varia (almeno in lunghezza) man mano che ci si allontana dalla fusoliera procedendo verso le estremità alari. Solitamente, la lunghezza della corda alare vicino alla fusoliera è maggiore e diminuisce procedendo verso le estremità alari. Questa caratteristica costruttiva è denominata rastremazione. Ai fini di calcolo aerodinamico, si considera solitamente la corda media aerodinamica, vale a dire la lunghezza media di tutte le corde alari misurate nei diversi punti dell'ala.
In alcuni casi, molto comuni nei primi decenni dell'aviazione, procedendo dalla fusoliera verso le ali, la corda alare varia non soltanto in lunghezza, ma anche come inclinazione: questo significa che anche l'angolo di incidenza non è costante lungo tutta l'ala e, di conseguenza, differisce anche la quantità di portanza sviluppata lungo l'ala medesima. Tale caratteristica prende il nome di svergolamento ed è tipica, per esempio, di alianti e deltaplani.

## Biologia

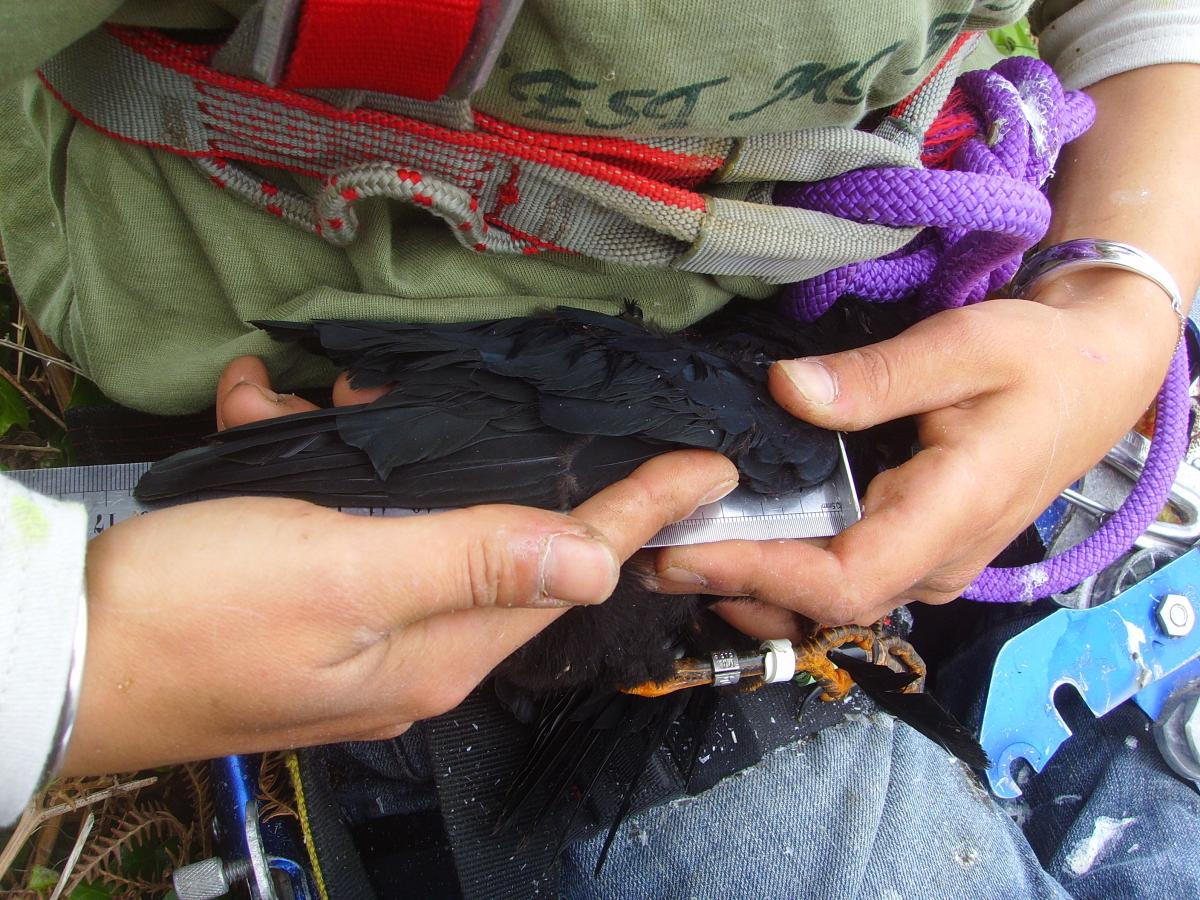
Misurazione della corda alare di un giovane gracchio corallino durante l'inanellamento.

In ornitologia, la corda alare è anche una misura anatomica dell'ala di un uccello. Tale misurazione viene eseguita con l'ala piegata con un angolo di 90 gradi, dal punto più prominente dell'articolazione del polso a quello più prominente della penna primaria più lunga. Viene spesso considerata come misura standard delle dimensioni di un uccello e utilizzata per differenziare specie e sottospecie.